# Radoszyce (gmina)
Pour les articles homonymes, voir Radoszyce.
La gmina de Radoszyce est une commune urbaine-rurale de la voïvodie de Sainte-Croix et du powiat de Końskie. Elle s'étend sur 146,71 km2 et comptait 9 113 habitants en 2006. Son siège est le village de Radoszyce qui se situe à environ 19 kilomètres au sud-ouest de Końskie et à 33 kilomètres au nord-ouest de Kielce.

## Villages
La gmina de Radoszyce comprend les villages et localités de Filipy, Górniki, Grębosze, Grodzisko, Gruszka, Huta, Jacentów, Jakimowice, Jarząb, Jóźwików, Kaliga, Kapałów, Kłucko, Lewoszów, Łysów, Momocicha, Mościska Duże, Mościska Małe, Mularzów, Nadworów, Nalewajków, Pakuły, Plenna, Podlesie, Radoska, Radoszyce, Salachowy Bór, Sęp, Szóstaki, Węgrzyn, Wilczkowice, Wiosna, Wisy, Wyrębów et Zychy.

## Gminy voisines
La gmina de Radoszyce est voisine des gminy de Końskie, Łopuszno, Mniów, Ruda Maleniecka, Słupia et Smyków.